# غرينفيل (كارولاينا الجنوبية)
غرينفيل (بالإنجليزية: Greenville, South Carolina)‏ هي مدينة تقع في الولايات المتحدة في مقاطعة غرينفيل (كارولاينا الجنوبية). يقدر عدد سكانها بـ 61,397 نسمة ومساحتها 67.7 كم2 و وترتفع عن سطح البحر 294 متر.

## التركيبة السكانية
حدّد مكتب تعداد الولايات المتحدة بيانات التركيبة السكانية لغرينفيل في تعداد الولايات المتحدة. في ما يلي، التركيبة السكانية حسب تعدادي 2000 و2010.

### تعداد عام 2000
بلغ عدد سكان غرينفيل 56,002 نسمة بحسب تعداد عام 2000، وبلغ عدد الأسر 24,382 أسرة وعدد العائلات 12,573 عائلة مقيمة في المدينة. في حين سجلت الكثافة السكانية 722.8 نسمة لكل كيلومتر مربع (1,872.0/ميل2). وبلغ عدد الوحدات السكنية 27,295 وحدة بمتوسط كثافة قدره 352.3 لكل كيلومتر مربع (912.5/ميل2).
وتوزع التركيب العرقي للمدينة بنسبة 62.12% من البيض و33.94% من الأمريكيين الأفارقة و0.14% من الأمريكيين الأصليين و1.27% من الأمريكيين ذوي الأصول الآسيوية و0.06% من سكان جزر المحيط الهادئ و1.37% من الأعراق الأخرى و1.11% من عرقين مختلطين أو أكثر و3.44% من الهسبانيون أو اللاتينيون من أي عرق.
بلغ عدد الأسر 24,382 أسرة كانت نسبة 25.4% منها لديها أطفال تحت سن الثامنة عشر تعيش معهم، وبلغت نسبة الأزواج القاطنين مع بعضهم البعض 32.7% من أصل المجموع الكلي للأسر، ونسبة 15.5% من الأسر كان لديها معيلات من الإناث دون وجود شريك،  بينما كانت نسبة 3.3% من الأسر لديها معيلون من الذكور دون وجود شريكة وكانت نسبة 48.4% من غير العائلات. تألفت نسبة 40.8% من أصل جميع الأسر من عدة أفراد يعيشون في نفس المنزل ونسبة 12.8% كانت تتألف من شخص يعيش بمفرده يبلغ من العمر 65 عاماً أو أكثر. وبلغ متوسط حجم الأسرة المعيشية 2.11، أما متوسط حجم العائلات فبلغ 2.90.
بلغ العمر الوسطي للسكان 34.6 عاماً. وكانت نسبة 19.7% من القاطنين تحت سن الثامنة عشر، وكانت نسبة 9% بين الثامنة عشر والرابعة والعشرين عاماً، ونسبة 29.7% كانت واقعةً في الفئة العمرية ما بين الخامسة والعشرين والرابعة والأربعين عاماً، ونسبة 19.9% كانت ما بين الخامسة والأربعين والرابعة والستين، ونسبة 13.6% كانت ضمن فئة الخامسة والستين عاماً فما فوق. يوجد لكل 100 أنثى 88.1 ذكر، ويوجد لكل 100 أنثى في الثامنة عشر من عمرها فما فوق 84.4 ذكر.
بلغ متوسط دخل الأسرة في المدينة 33,144 دولارًا، أما متوسط دخل العائلة فبلغ 44,125 دولارًا. وكان متوسط دخل الذكور 35,111 دولارًا مقابل 25,339 دولارًا للإناث. وسجل دخل الفرد الخاص بالمدينة 23,242 دولارًا. وكانت نسبة 12.2% من العائلات ونسبة 16.1% من السكان تحت خط الفقر، وكان من هؤلاء نسبة 23.1% تحت سن الثامنة عشر ونسبة 17.5% في الخامسة والستين من العمر وما فوق.

### تعداد عام 2010
بلغ عدد سكان غرينفيل 58,409 نسمة بحسب تعداد عام 2010، وبلغ عدد الأسر 25,599 أسرة وعدد العائلات 12,827 عائلة مقيمة في المدينة. في حين سجلت الكثافة السكانية 753.9 نسمة لكل كيلومتر مربع (1,952.6/ميل2). وبلغ عدد الوحدات السكنية 29,418 وحدة بمتوسط كثافة قدره 379.7 لكل كيلومتر مربع (983.4/ميل2).
وتوزع التركيب العرقي للمدينة بنسبة 63.96% من البيض و29.99% من الأمريكيين الأفارقة و0.25% من الأمريكيين الأصليين و1.36% من الأمريكيين ذوي الأصول الآسيوية و0.09% من سكان جزر المحيط الهادئ و2.54% من الأعراق الأخرى و1.80% من عرقين مختلطين أو أكثر و5.89% من الهسبانيون أو اللاتينيون من أي عرق.
بلغ عدد الأسر 25,599 أسرة كانت نسبة 24.6% منها لديها أطفال تحت سن الثامنة عشر تعيش معهم، وبلغت نسبة الأزواج القاطنين مع بعضهم البعض 31.4% من أصل المجموع الكلي للأسر، ونسبة 14.7% من الأسر كان لديها معيلات من الإناث دون وجود شريك،  بينما كانت نسبة 3.9% من الأسر لديها معيلون من الذكور دون وجود شريكة وكانت نسبة 49.9% من غير العائلات. تألفت نسبة 41.7% من أصل جميع الأسر من عدة أفراد يعيشون في نفس المنزل ونسبة 12% كانت تتألف من شخص يعيش بمفرده يبلغ من العمر 65 عاماً أو أكثر. وبلغ متوسط حجم الأسرة المعيشية 2.08، أما متوسط حجم العائلات فبلغ 2.88.
بلغ العمر الوسطي للسكان 34.6 عاماً. وكانت نسبة 19.4% من القاطنين تحت سن الثامنة عشر، وكانت نسبة 14% بين الثامنة عشر والرابعة والعشرين عاماً، ونسبة 30.3% كانت واقعةً في الفئة العمرية ما بين الخامسة والعشرين والرابعة والأربعين عاماً، ونسبة 23.6% كانت ما بين الخامسة والأربعين والرابعة والستين، ونسبة 12.8% كانت ضمن فئة الخامسة والستين عاماً فما فوق. وتوزع التركيب الجنسي للسكان بنسبة 48.1% ذكور و51.9% إناث.

## المدن التوأمة
مدينة بيرغامو هي مدينة توأمة لـغرينفيل (كارولاينا الجنوبية).

## أعلام
- جيمي ألكسندر
- إلياس إيرل
- كيفن غارنيت
- تشارلز تاونز
- جون واطسون
- جون ديكسون كار